# جولین گیبرت (بازیکن فوتبال، زاده ۱۹۷۶)
جولین گیبرت (انگلیسی: Julien Gibert؛ زادهٔ ۱۵ ژوئن ۱۹۷۶) بازیکن فوتبال اهل فرانسه است.